# Dalešice (kraj Wysoczyna)
Dalešice – gmina w Czechach, w powiecie Třebíč, w kraju Wysoczyna. 1 stycznia 2014 liczyła 601 mieszkańców.
W tutejszym browarze Jiri Menzel zrealizował film Postrzyżyny.